# Cotinusa distincta
Cotinusa distincta är en spindelart som först beskrevs av Peckham, Peckham 1888.  Cotinusa distincta ingår i släktet Cotinusa och familjen hoppspindlar. Inga underarter finns listade i Catalogue of Life.